# Dème d'Alyzía
Le dème d'Alyzía, en grec moderne : Δήμος Αλυζίας / Dímos Alyzías, est un ancien dème du  district régional d’Étolie-Acarnanie, en Grèce-Occidentale. Depuis 2010, il est fusionné au sein du dème de Xirómero.
Selon le recensement de 2011, la population du dème compte 3 005 habitants .